# Lars Tammelin
Lars Tammelin eller Tammelinus, född 2 maj 1669 i Åbo, död där 2 juli 1733, var en svensk biskop. Han var sonson till Laurentius Petri Aboicus.
Lars Tammelin var son till konrektorn vid katedralskolan i Åbo senare kyrkoherden Gabriel Tammelin och Anna Eriksdotter. Tammelin blev student vid Åbo akademi 1683 och filosofie magister där 1694 samt utnämndes 1695 till lektor vid Åbo katedralskola och 1698 till professor i matematik vid Åbo akademi. 1699 företog han en studieresa till Danmark, Tyskland och Nederländerna. Under Stora nordiska kriget försökte Tammelin oförtrutet upprätthålla arbetet vid Akademin som rektor. Som sådan motsatte han sig bland annat 1710, att studenterna enligt landshövdingens order uttogs till krigstjänst. Han prästvigdes 1706. Först 1713, en dag före ryssarnas ankomst till Åbo, lämnade han staden. Efter att ha uppehållit sig som fattig flykting i Stockholm utnämndes Tammelin 1717 till kyrkoherde i Västerfärnebo socken och blev även kontraktsprost. 1728 utsågs han till biskop i Åbos stift och prokansler för Åbo akademi. Han promoverades till teologie doktor vid Uppsala universitet 1732. Tammelin publicerade flera vetenskapliga arbeten, som De horizonte ejusque officiis præcipuis (1707), där han förkastade det kopernikanska systemet som obevisat, och De Æonibus (1708), där han fördömde den maktställning filosofien erhållit inom teologien. Av större betydelse var dock att utgav de första finskspråkiga almanackorna 1703–1713 och under sin tid i Sverige några almanackor på svenska, ett par av de senare innehållande berättelser om tillståndet i Finland under kriget.